# Cerignola
Cerignola (italienskt uttal: [tʃeriɲˈɲɔːla]) är en stad och kommun i provinsen Foggia i regionen Apulien i sydöstra Italien. Kommunen hade 57 039 invånare (2022), på en yta av 593,92 km². Den gränsar till kommunerna Ascoli Satriano, Canosa di Puglia, Carapelle, Lavello, Manfredonia, Ordona, Orta Nova, San Ferdinando di Puglia, Stornara, Stornarella, Trinitapoli samt Zapponeta.

## Sport
Cerignola var en av två värdorter (tillsammans med Andria) för U21-EM i volleyboll för damer 2022. Matcherna spelades i inomhusanläggningen PalaTatarella (även kallad PalaFamila).